# دمیترو نیچنینوف
دمیترو نیچنینوف (اوکراینی: Дмитро Андрійович Нємчанінов؛ زادهٔ ۲۷ ژانویهٔ ۱۹۹۰) بازیکن فوتبال اهل اوکراین است.
از باشگاه‌هایی که در آن بازی کرده‌است می‌توان به باشگاه فوتبال چورنومورتس اودسا اشاره کرد.
وی همچنین در تیم‌های ملی فوتبال Ukraine national under-17 football team و Ukraine national under-18 football team بازی کرده‌است.